# Roger Milla
Albert Roger Mooh Miller, meglio noto come Roger Milla (Yaoundé, 20 maggio 1952), è un dirigente sportivo, allenatore di calcio ed ex calciatore camerunese, di ruolo attaccante.
Considerato come uno dei migliori giocatori africani di tutti i tempi, occupa la 58ª posizione nella speciale classifica dei migliori calciatori del XX secolo pubblicata dalla rivista World Soccer e la 28ª posizione nell'omonima lista pubblicata dall'IFFHS. Nel marzo del 2004, Pelé lo ha anche inserito nella FIFA 100, la lista dei 125 migliori calciatori viventi, redatta in occasione del Centenario della FIFA. Nel 2007 è stato nominato inoltre migliore calciatore africano dei precedenti 50 anni dalla CAF.
Detiene il primato di calciatore più vecchio a segnare nella fase finale di un campionato del mondo, essendo andato a segno con il Camerun ai Mondiali del 1994 all'età di 42 anni e 133 giorni.

## Caratteristiche tecniche
(Claude Le Roy)
Attaccante noto al mondo per la sua grande longevità, ha dimostrato di essere un buon finalizzatore non solo in patria, ma anche in Europa durante la militanza in Francia.

## Carriera

### Club

#### Gli inizi in patria
Il lavoro del padre, ferroviere, faceva sì che Roger e la sua famiglia fossero in costante movimento; all'età di 13 anni, nel 1965, firma il suo primo contratto da professionista, con l'Éclair de Douala, con cui segnerà 45 gol in 52 partite.
Nel 1970, all'età di 18 anni, passa al Léopard de Douala, dove rimane per quattro anni, in cui vince due volte il campionato camerunese, nel 1971-1972 e nel 1972-1973, anno in cui raggiunge anche le semifinali nella CAF Champions League. In quattro anni sigla 89 gol in 117 partite, venendo anche convocato in nazionale (senza esordire).
Passato al Tonnerre de Yaoundé, vi rimane per tre stagioni, dal 1974 al 1977, in cui segna 69 reti in 87 partite. Nel 1974-1975 vince il suo primo trofeo: la Coppa delle Coppe d'Africa; l'anno successivo la squadra viene sconfitta in finale dello stesso torneo, mancando il bis. Al termine dell'anno solare, nel 1976, vince il premio di Calciatore africano dell'anno.

#### Gli inizi in Ligue 1 e il successo al Bastia
Nell'estate del 1977, a 25 anni, va a giocare in Francia, acquistato dal Valenciennes, che milita in Ligue 1, la massima serie francese. Qui resta per due stagioni intere: nella prima non colleziona presenze, mentre nella seconda scende in campo 27 volte segnando 6 gol. Nel 1979 va al Monaco, dove colleziona 27 presenze e 5 marcature, vincendo la Coppa di Francia.
Nel 1980 passa al Bastia, dove rimarrà per quattro anni. Nella prima stagione segna 9 reti e si aggiudica la Coppa di Francia (seconda volta in carriera), nel secondo anno segna 8 reti. Nel terzo anno vive la migliore stagione francese fino ad allora, con 13 gol in 29 partite. Nell'ultima stagione sigla, invece, 5 gol. L'esperienza al Bastia si conclude con 50 gol all'attivo in tutte le competizioni e 137 apparizioni.

#### La Ligue 2 e il ritorno in massima serie
Dopo sette stagioni in Ligue 1, passa al Saint-Étienne, club più titolato di Francia, appena retrocesso in Ligue 2. In due stagioni, in 59 presenze segna 31 gol, di cui 22 nella prima stagione. Il biennio culmina con la promozione al secondo anno, dopo averla mancata l'anno precedente. Al termine del campionato, all'età di 34 anni, decide di rimanere in Ligue 2, cambiando squadra invece di tornare in Ligue 1. Lascia, dunque, il Saint-Étienne con 37 segnature.
Nel 1986 è al Montpellier, dove segna 18 reti in campionato, trascinando la squadra alla promozione in Ligue 1. Tornato nella massima categoria dopo tre stagioni di cadetteria, nel 1987-1988 sigla 12 gol, ottenendo con i compagni la salvezza. Nella terza stagione al Montpellier mette a referto sette centri e nell'estate del 1989 saluta la squadra dopo 42 gol in tutte le competizioni, abbandonando anche la Francia dopo dodici anni. In totale, con la maglia di cinque diverse squadre francesi, ha messo a segno 141 gol tra campionato e coppe.
In seguito alle prestazioni con le società transalpine, nell'aprile 2006 la Francia lo nominerà Cavaliere della Legione d'Onore francese.

#### La fase finale della carriera
Per la stagione 1989-1990 si trasferisce nell'isola della Riunione, situata nell'oceano Indiano, per giocare nel club più titolato del paese, il Jeunesse Sportive Saint-Pierroise. Vince il titolo al primo tentativo, contribuendo al trionfo con 8 marcature in 23 presenze. È il terzo alloro in carriera, diciotto anni dopo quello con il Léopard de Douala conquistato in patria.
Nell'estate del 1990 torna nel Tonnerre de Yaoundé, l'ultimo club in cui aveva militato prima di trasferirsi in Europa; ci rimane per quattro anni, andando in rete 89 volte in 116 partite e vincendo per la prima volta la Coppa del Camerun. Nell'estate del 1994 si allontana nuovamente dal Camerun in direzione Indonesia, accasandosi al Pelita Jaya, in cui resta due stagioni (1994-1995) firmando 23 reti in 23 incontri. Conclude la propria carriera nel 1996 con la maglia del Putra Samarinda, all'età di 44 anni, dopo aver messo a segno altri 18 gol in 12 presenze.

### Nazionale
Nel 1973 viene convocato per la prima volta in nazionale, ma senza scendere in campo: esordirà solo cinque anni più tardi. Debutta in nazionale nel 1978, ventiseienne, e disputerà l'ultimo incontro con i leoni indomabili ben sedici anni dopo, all'età di 42 anni, durante il campionato del mondo del 1994.
Bagna l'esordio con un gol, quindi partecipa per la prima volta a un campionato del mondo nel 1982, all'età di 30 anni. Fa parte della spedizione camerunese anche ai Giochi olimpici di Los Angeles 1984: gioca per intero le tre partite del gruppo (contro Jugoslavia, Iraq e Canada) siglando la rete iniziale nella sconfitta per 2-1 con la Jugoslavia.
Dal 1984 al 1988 il Camerun è protagonista nella Coppa d'Africa: coglie la prima vittoria nel 1984, dove Milla segna una rete nel successo per 2-0 sulla Costa d'Avorio nella fase a gironi; nel 1986 l'attaccante sospinge il Camerun fino alla finale, segnando 4 equamente reti suddivise nelle quattro partite fino alla semifinale, ma la squadra perde la finale contro l'Egitto, con Milla capocannoniere del torneo. Nel 1988 il Camerun solleva nuovamente il trofeo e Milla si riconferma migliore marcatore, con le due reti segnate nei gironi. Dopo questa seconda vittoria decide di abbandonare la nazionale, con una partita di addio.

Milla festeggia dopo uno dei suoi due gol alla negli ottavi del

All'età di 38 anni torna a sorpresa a vestire la maglia della nazionale per il campionato mondiale del 1990: nei cinque incontri giocati parte sempre dalla panchina, segna quattro gol (una doppietta alla Romania nel girone e una alla Colombia nei tempi supplementari degli ottavi di finale). La squadra affronta nei quarti l'Inghilterra (prima squadra africana della storia a raggiungere tale fase, eguagliata dal Senegal nel 2002 e dal Ghana nel 2010): gli inglesi passano in vantaggio, Milla si procura il rigore trasformato da Emmanuel Kundé e poi serve l'assist per Eugène Ekéké che vale il vantaggio; tuttavia due rigori in favore dei britannici eliminano la squadra, che aveva resistito fino ai supplementari. Al mondiale di Italia '90, Milla mette in scena il Makossa, una danza attorno alla bandierina per festeggiare i propri gol, balletto che diviene celebre in tutto il mondo e che nel 2010 sarà inserito in una campagna pubblicitaria della Coca-Cola. Nel 1990, anche grazie alle prestazioni con la selezione camerunense, vincerà il suo secondo premio di Calciatore africano dell'anno, quattordici anni dopo il primo.
Milla viene convocato a furor di popolo anche quattro anni dopo, al campionato mondiale del 1994, a 42 anni compiuti. Il Camerun viene eliminato nella fase a gironi, ma Milla segna la rete della bandiera contro la Russia nella sconfitta per 6-1. Con il suo gol diventa il più anziano giocatore ad avere siglato una rete in un campionato mondiale.
Chiude la propria carriera in nazionale proprio dopo il mondiale statunitense, con 72 presenze e 41 reti (a cui si aggiungono le 5 partite e 2 segnature alle Olimpiadi). È stato il primo calciatore africano a essere sceso in campo in tre diversi campionati del mondo (1982, 1990, 1994).

## Statistiche
Tra nazionale maggiore, nazionale olimpica e squadre di club, Milla ha giocato globalmente 883 partite e ha segnato 486 reti, per una media di 0,55 gol a partita.

### Presenze e reti nei club
| Stagione                | Squadra                 | Campionato              | Campionato | Campionato | Coppe nazionali | Coppe nazionali | Coppe nazionali | Coppe continentali | Coppe continentali | Coppe continentali | Altre coppe | Altre coppe | Altre coppe | Totale | Totale |
| Stagione                | Squadra                 | Comp                    | Pres       | Reti       | Comp            | Pres            | Reti            | Comp               | Pres               | Reti               | Comp        | Pres        | Reti        | Pres   | Reti   |
| ----------------------- | ----------------------- | ----------------------- | ---------- | ---------- | --------------- | --------------- | --------------- | ------------------ | ------------------ | ------------------ | ----------- | ----------- | ----------- | ------ | ------ |
| 1968-1969               | Éclair de Douala        | PD                      | 28         | 1          | -               | -               | -               | -                  | -                  | -                  | -           | -           | --          | 28     | 1      |
| 1969-1970               | Éclair de Douala        | PD                      | 29         | 5          | -               | -               | -               | -                  | -                  | -                  | -           | -           | --          | 29     | 5      |
| Totale Eclair de Douala | Totale Eclair de Douala | Totale Eclair de Douala | 57         | 6          |                 |                 |                 |                    |                    |                    |             |             |             | 57     | 6      |
| 1970-1971               | Léopards de Douala      | PD                      | 29         | 25         | -               | -               | -               | -                  | -                  | -                  | -           | -           | --          | 29     | 25     |
| 1971-1972               | Léopards de Douala      | PD                      | 30         | 20         | -               | -               | -               | -                  | -                  | -                  | -           | -           | -           | 30     | 20     |
| 1972-1973               | Léopards de Douala      | PD                      | 28         | 19         | -               | -               | -               | -                  | -                  | -                  | -           | -           | -           | 28     | 19     |
| 1973-1974               | Léopards de Douala      | PD                      | 30         | 25         | -               | -               | -               | -                  | -                  | -                  | -           | -           | --          | 30     | 25     |
| Totale Leopard Douala   | Totale Leopard Douala   | Totale Leopard Douala   | 117        | 89         |                 |                 |                 |                    |                    |                    |             |             |             | 117    | 89     |
| 1974-1975               | Tonnerre Yaoundé        | PD                      | 29         | 23         | -               | -               | -               | -                  | -                  | -                  | -           | -           | --          | 29     | 23     |
| 1975-1976               | Tonnerre Yaoundé        | PD                      | 28         | 26         | -               | -               | -               | -                  | -                  | -                  | -           | -           | -           | 28     | 26     |
| 1976-1977               | Tonnerre Yaoundé        | PD                      | 30         | 20         | -               | -               | -               | -                  | -                  | -                  | -           | -           | -           | 30     | 20     |
| 1977-1978               | Valenciennes            | D1                      | 0          | 0          | CF              | 0               | 0               | -                  | -                  | -                  | -           | -           | -           | 0      | 0      |
| 1978-1979               | Valenciennes            | D1                      | 28         | 6          | CF              | 1               | 1               | -                  | -                  | -                  | -           | -           | -           | 29     | 7      |
| Totale Valenciennes     | Totale Valenciennes     | Totale Valenciennes     | 28         | 6          |                 | 1               | 1               |                    |                    |                    |             | -           | -           | 29     | 7      |
| 1979-1980               | Monaco                  | D1                      | 17         | 2          | CF              | 8               | 3               | CU                 | 2                  | 0                  | -           | -           | -           | 27     | 5      |
| 1980-1981               | Bastia                  | D1                      | 30         | 9          | CF              | 9               | 8               | -                  | -                  | -                  | -           | -           | --          | 39     | 17     |
| 1981-1982               | Bastia                  | D1                      | 23         | 8          | CF              | 6               | 3               | CdC                | 4                  | 3                  | -           | -           | -           | 33     | 14     |
| 1982-1983               | Bastia                  | D1                      | 29         | 13         | CF              | 2               | 0               | -                  | -                  | -                  | -           | -           | -           | 31     | 13     |
| 1983-1984               | Bastia                  | D1                      | 31         | 5          | CF              | 3               | 1               | -                  | -                  | -                  | -           | -           | -           | 34     | 6      |
| Totale Bastia           | Totale Bastia           | Totale Bastia           | 113        | 35         |                 | 20              | 12              |                    | 4                  | 3                  |             | -           | -           | 137    | 50     |
| 1984-1985               | Saint-Etienne           | D2                      | 31         | 22         | CF              | 9               | 4               | -                  | -                  | -                  | -           | -           | -           | 40     | 26     |
| 1985-1986               | Saint-Etienne           | D2                      | 28         | 9          | CF              | 3               | 2               | -                  | -                  | -                  | -           | -           | -           | 31     | 11     |
| Totale Saint-Etienne    | Totale Saint-Etienne    | Totale Saint-Etienne    | 59         | 31         |                 | 12              | 6               |                    |                    |                    |             | -           | -           | 71     | 37     |
| 1986-1987               | Montpellier             | D2                      | 33         | 18         | CF              | 4               | 2               | -                  | -                  | -                  | -           | -           | -           | 37     | 20     |
| 1987-1988               | Montpellier             | D1                      | 33         | 12         | CF              | 4               | 3               | -                  | -                  | -                  | -           | -           | -           | 37     | 15     |
| 1988-1989               | Montpellier             | D1                      | 29         | 7          | CF              | 2               | 0               | CU                 | 2                  | 0                  | -           | -           | -           | 33     | 7      |
| Totale Montpellier      | Totale Montpellier      | Totale Montpellier      | 95         | 37         |                 | 10              | 5               |                    | 2                  | 0                  |             |             |             | 107    | 42     |
| 1989-1990               | Saint-Pierroise         | D1 Pro                  | 23         | 8          | -               | -               | -               | -                  | -                  | -                  | -           | -           | -           | 23     | 8      |
| 1990-1991               | Tonnerre Yaoundé        | PD                      | 29         | 22         | -               | -               | -               | -                  | -                  | -                  | -           | -           | --          | 29     | 22     |
| 1991-1992               | Tonnerre Yaoundé        | PD                      | 30         | 19         | -               | -               | -               | -                  | -                  | -                  | -           | -           | -           | 30     | 19     |
| 1992-1993               | Tonnerre Yaoundé        | PD                      | 27         | 23         | -               | -               | -               | -                  | -                  | -                  | -           | -           | -           | 27     | 23     |
| 1993-1994               | Tonnerre Yaoundé        | PD                      | 30         | 25         | -               | -               | -               | -                  | -                  | -                  | -           | -           | -           | 30     | 25     |
| Totale Tonnerre Yaoundé | Totale Tonnerre Yaoundé | Totale Tonnerre Yaoundé | 203        | 158        |                 |                 |                 |                    |                    |                    |             |             |             | 203    | 158    |
| 1994-1995               | Pelita Jaya             | L1I                     | 23         | 23         | -               | -               | -               | -                  | -                  | -                  | -           | -           | -           | 23     | 23     |
| 1995-1996               | Putra Samarinda         | L1I                     | 12         | 18         | -               | -               | -               | -                  | -                  | -                  | -           | -           | -           | 12     | 18     |
| Totale carriera         | Totale carriera         | Totale carriera         | 747        | 413        |                 | 51              | 27              |                    | 8                  | 3                  |             |             |             | 806    | 443    |

### Cronologia presenze e reti in nazionale
| Cronologia completa delle presenze e delle reti in nazionale ― Camerun | Cronologia completa delle presenze e delle reti in nazionale ― Camerun | Cronologia completa delle presenze e delle reti in nazionale ― Camerun | Cronologia completa delle presenze e delle reti in nazionale ― Camerun | Cronologia completa delle presenze e delle reti in nazionale ― Camerun | Cronologia completa delle presenze e delle reti in nazionale ― Camerun | Cronologia completa delle presenze e delle reti in nazionale ― Camerun | Cronologia completa delle presenze e delle reti in nazionale ― Camerun |
| Data                                                                   | Città                                                                  | In casa                                                                | Risultato                                                              | Ospiti                                                                 | Competizione                                                           | Reti                                                                   | Note                                                                   |
| ---------------------------------------------------------------------- | ---------------------------------------------------------------------- | ---------------------------------------------------------------------- | ---------------------------------------------------------------------- | ---------------------------------------------------------------------- | ---------------------------------------------------------------------- | ---------------------------------------------------------------------- | ---------------------------------------------------------------------- |
| 4-2-1973                                                               | Douala                                                                 | Camerun                                                                | 0 – 1                                                                  | Zaire                                                                  | Qual. Mondiali 1974                                                    | -                                                                      |                                                                        |
| 25-2-1973                                                              | Kinshasa                                                               | Zaire                                                                  | 0 – 1                                                                  | Camerun                                                                | Qual. Mondiali 1974                                                    | -                                                                      |                                                                        |
| 27-2-1973                                                              | Kinshasa                                                               | Zaire                                                                  | 2 – 0                                                                  | Camerun                                                                | Qual. Mondiali 1974                                                    | -                                                                      |                                                                        |
| 13-4-1975                                                              | Yaoundé                                                                | Camerun                                                                | 3 – 0                                                                  | Togo                                                                   | Qual. Coppa d'Africa 1976                                              | -                                                                      |                                                                        |
| 20-4-1975                                                              | Lomé                                                                   | Togo                                                                   | 4 – 0                                                                  | Camerun                                                                | Qual. Coppa d'Africa 1976                                              | -                                                                      |                                                                        |
| 19-11-1975                                                             | Yaoundé                                                                | Camerun                                                                | 2 – 1                                                                  | Zaire                                                                  | Amichevole                                                             | 1                                                                      |                                                                        |
| 29-6-1976                                                              | Libreville                                                             | Gabon                                                                  | 0 – 0                                                                  | Camerun                                                                | Giochi Centrafricani                                                   | -                                                                      |                                                                        |
| 5-7-1976                                                               | Libreville                                                             | Camerun                                                                | 2 – 1                                                                  | Zaire                                                                  | Amichevole                                                             | -                                                                      |                                                                        |
| 7-7-1976                                                               | Libreville                                                             | Camerun                                                                | 5 – 0                                                                  | Ruanda                                                                 | Giochi Centrafricani                                                   | 1                                                                      |                                                                        |
| 10-7-1976                                                              | Libreville                                                             | Camerun                                                                | 5 – 0                                                                  | Burundi                                                                | Giochi Centrafricani                                                   | 2                                                                      |                                                                        |
| 12-7-1976                                                              | Libreville                                                             | Camerun                                                                | 3 – 0                                                                  | Rep. Centrafricana                                                     | Giochi Centrafricani                                                   | -                                                                      |                                                                        |
| 14-7-1976                                                              | Libreville                                                             | Camerun                                                                | 3 – 2 dts                                                              | Congo-Brazzaville                                                      | Giochi Centrafricani                                                   | 2                                                                      |                                                                        |
| 17-10-1976                                                             | Brazzaville                                                            | Congo-Brazzaville                                                      | 2 – 2                                                                  | Camerun                                                                | Qual. Mondiali 1978                                                    | 1                                                                      |                                                                        |
| 31-10-1976                                                             | Yaoundé                                                                | Camerun                                                                | 2 – 1                                                                  | Congo-Brazzaville                                                      | Qual. Mondiali 1978                                                    | 1                                                                      |                                                                        |
| 26-1-1977                                                              | Yaoundé                                                                | Camerun                                                                | 2 – 2                                                                  | Congo-Brazzaville                                                      | Amichevole                                                             | 1                                                                      |                                                                        |
| 13-3-1977                                                              | Yaoundé                                                                | Camerun                                                                | 2 – 0                                                                  | Congo-Brazzaville                                                      | Qual. Coppa d'Africa 1978                                              | 1                                                                      |                                                                        |
| 5-6-1977                                                               | Brazzaville                                                            | Congo-Brazzaville                                                      | 4 – 0                                                                  | Camerun                                                                | Qual. Coppa d'Africa 1978                                              | -                                                                      |                                                                        |
| 23-12-1977                                                             | Yaoundé                                                                | Camerun                                                                | 0 – 0                                                                  | Ciad                                                                   | Qual. Giochi Panafricani                                               | -                                                                      |                                                                        |
| 27-12-1977                                                             | Yaoundé                                                                | Camerun                                                                | 4 – 0                                                                  | Ruanda                                                                 | Qual. Giochi Panafricani                                               | 2                                                                      |                                                                        |
| 31-12-1977                                                             | Yaoundé                                                                | Camerun                                                                | 1 – 2                                                                  | Congo-Brazzaville                                                      | Qual. Giochi Panafricani                                               | -                                                                      |                                                                        |
| 3-1-1978                                                               | Yaoundé                                                                | Camerun                                                                | 3 – 1                                                                  | Ciad                                                                   | Qual. Giochi Panafricani                                               | -                                                                      |                                                                        |
| 18-3-1979                                                              | Conakry                                                                | Guinea                                                                 | 0 – 3                                                                  | Camerun                                                                | Qual. Coppa d'Africa 1978                                              | -                                                                      |                                                                        |
| 10-4-1979                                                              | Yaoundé                                                                | Camerun                                                                | 3 – 0                                                                  | Guinea                                                                 | Qual. Coppa d'Africa 1978                                              | 3                                                                      |                                                                        |
| 29-6-1980                                                              | Yaoundé                                                                | Camerun                                                                | 3 – 0                                                                  | Malawi                                                                 | Qual. Mondiali 1982                                                    | 1                                                                      |                                                                        |
| 5-4-1981                                                               | Douala                                                                 | Camerun                                                                | 4 – 0                                                                  | Togo                                                                   | Qual. Coppa d'Africa 1982                                              | 3                                                                      |                                                                        |
| 12-4-1981                                                              | Kinshasa                                                               | Zaire                                                                  | 1 – 0                                                                  | Camerun                                                                | Qual. Mondiali 1982                                                    | -                                                                      |                                                                        |
| 26-4-1981                                                              | Douala                                                                 | Camerun                                                                | 6 – 1                                                                  | Zaire                                                                  | Qual. Coppa d'Africa 1982                                              | 3                                                                      |                                                                        |
| 16-8-1981                                                              | Yaoundé                                                                | Camerun                                                                | 5 – 1                                                                  | Madagascar                                                             | Qual. Coppa d'Africa 1982                                              | 1                                                                      |                                                                        |
| 30-8-1981                                                              | Antananarivo                                                           | Madagascar                                                             | 1 – 2                                                                  | Camerun                                                                | Qual. Coppa d'Africa 1982                                              | -                                                                      |                                                                        |
| 15-11-1981                                                             | Kenitra                                                                | Marocco                                                                | 0 – 2                                                                  | Camerun                                                                | Qual. Mondiali 1982                                                    | 1                                                                      |                                                                        |
| 29-11-1981                                                             | Yaoundé                                                                | Camerun                                                                | 1 – 0                                                                  | Marocco                                                                | Qual. Mondiali 1982                                                    | 1                                                                      |                                                                        |
| 5-3-1982                                                               | Tripoli                                                                | Camerun                                                                | 1 – 1                                                                  | Tunisia                                                                | Coppa d'Africa 1982 - 1º turno                                         | -                                                                      |                                                                        |
| 9-3-1982                                                               | Tripoli                                                                | Camerun                                                                | 0 – 0                                                                  | Ghana                                                                  | Coppa d'Africa 1982 - 1º turno                                         | -                                                                      |                                                                        |
| 12-3-1982                                                              | Tripoli                                                                | Libia                                                                  | 0 – 0                                                                  | Camerun                                                                | Coppa d'Africa 1982 - 1º turno                                         | -                                                                      |                                                                        |
| 15-6-1982                                                              | La Coruña                                                              | Perù                                                                   | 0 – 0                                                                  | Camerun                                                                | Mondiali 1982 - 1º turno                                               | -                                                                      | 82’                                                                    |
| 19-6-1982                                                              | La Coruña                                                              | Polonia                                                                | 0 – 0                                                                  | Camerun                                                                | Mondiali 1982 - 1º turno                                               | -                                                                      | 80’                                                                    |
| 23-6-1982                                                              | Vigo                                                                   | Italia                                                                 | 1 – 1                                                                  | Camerun                                                                | Mondiali 1982 - 1º turno                                               | -                                                                      |                                                                        |
| 4-3-1984                                                               | Abidjan                                                                | Egitto                                                                 | 0 – 1                                                                  | Camerun                                                                | Coppa d'Africa 1984 - 1º turno                                         | -                                                                      |                                                                        |
| 7-3-1984                                                               | Abidjan                                                                | Camerun                                                                | 4 – 1                                                                  | Togo                                                                   | Coppa d'Africa 1984 - 1º turno                                         | -                                                                      |                                                                        |
| 10-3-1984                                                              | Abidjan                                                                | Costa d'Avorio                                                         | 0 – 2                                                                  | Camerun                                                                | Coppa d'Africa 1984 - 1º turno                                         | 1                                                                      |                                                                        |
| 14-3-1984                                                              | Abidjan                                                                | Algeria                                                                | 0 – 0 dts (4 – 5 dtr)                                                  | Camerun                                                                | Coppa d'Africa 1984 - Semifinale                                       | -                                                                      |                                                                        |
| 18-3-1984                                                              | Abidjan                                                                | Nigeria                                                                | 1 – 3                                                                  | Camerun                                                                | Coppa d'Africa 1984 - Finale                                           | 1                                                                      |                                                                        |
| 24-4-1985                                                              | Yaoundé                                                                | Camerun                                                                | 1 – 1                                                                  | Zambia                                                                 | Qual. Mondiali 1986                                                    | -                                                                      |                                                                        |
| 15-9-1985                                                              | Yaoundé                                                                | Camerun                                                                | 4 – 1                                                                  | Arabia Saudita                                                         | Coppa Afro-Asiatica                                                    | 2                                                                      |                                                                        |
| 8-3-1986                                                               | Alessandria d'Egitto                                                   | Camerun                                                                | 3 – 2                                                                  | Zambia                                                                 | Coppa d'Africa 1986 - 1º turno                                         | 1                                                                      |                                                                        |
| 11-3-1986                                                              | Alessandria d'Egitto                                                   | Camerun                                                                | 1 – 1                                                                  | Marocco                                                                | Coppa d'Africa 1986 - 1º turno                                         | 1                                                                      |                                                                        |
| 14-3-1986                                                              | Alessandria d'Egitto                                                   | Camerun                                                                | 3 – 2                                                                  | Algeria                                                                | Coppa d'Africa 1986 - 1º turno                                         | 1                                                                      |                                                                        |
| 17-3-1986                                                              | Alessandria d'Egitto                                                   | Camerun                                                                | 1 – 0                                                                  | Costa d'Avorio                                                         | Coppa d'Africa 1986 - Semifinale                                       | 1                                                                      |                                                                        |
| 21-3-1986                                                              | Il Cairo                                                               | Egitto                                                                 | 0 – 0 dts (5 – 4 dtr)                                                  | Camerun                                                                | Coppa d'Africa 1986 - Finale                                           | -                                                                      | 119’                                                                   |
| 29-3-1987                                                              | Yaoundé                                                                | Camerun                                                                | 5 – 1                                                                  | Uganda                                                                 | Qual. Coppa d'Africa 1988                                              | 1                                                                      |                                                                        |
| 5-7-1987                                                               | Yaoundé                                                                | Camerun                                                                | 2 – 0                                                                  | Sudan                                                                  | Qual. Coppa d'Africa 1988                                              | 1                                                                      |                                                                        |
| 14-3-1988                                                              | Rabat                                                                  | Camerun                                                                | 1 – 0                                                                  | Egitto                                                                 | Coppa d'Africa 1988 - 1º turno                                         | 1                                                                      |                                                                        |
| 17-3-1988                                                              | Rabat                                                                  | Camerun                                                                | 1 – 1                                                                  | Nigeria                                                                | Coppa d'Africa 1988 - 1º turno                                         | 1                                                                      |                                                                        |
| 20-3-1988                                                              | Rabat                                                                  | Camerun                                                                | 0 – 0                                                                  | Kenya                                                                  | Coppa d'Africa 1988 - 1º turno                                         | -                                                                      |                                                                        |
| 23-3-1988                                                              | Casablanca                                                             | Marocco                                                                | 0 – 1                                                                  | Camerun                                                                | Coppa d'Africa 1988 - Semifinale                                       | -                                                                      |                                                                        |
| 27-3-1988                                                              | Casablanca                                                             | Camerun                                                                | 2 – 0                                                                  | Nigeria                                                                | Coppa d'Africa 1988 - Finale                                           | -                                                                      |                                                                        |
| 8-6-1990                                                               | Milano                                                                 | Argentina                                                              | 0 – 1                                                                  | Camerun                                                                | Mondiali 1990 - 1º turno                                               | -                                                                      | 81’                                                                    |
| 14-6-1990                                                              | Bari                                                                   | Camerun                                                                | 2 – 1                                                                  | Romania                                                                | Mondiali 1990 - 1º turno                                               | 2                                                                      | 58’                                                                    |
| 18-6-1990                                                              | Bari                                                                   | Camerun                                                                | 0 – 4                                                                  | Unione Sovietica                                                       | Mondiali 1990 - 1º turno                                               | -                                                                      | 66’ 34’                                                                |
| 23-6-1990                                                              | Napoli                                                                 | Camerun                                                                | 2 – 1 dts                                                              | Colombia                                                               | Mondiali 1990 - Ottavi di finale                                       | 2                                                                      | 54’                                                                    |
| 1-7-1990                                                               | Napoli                                                                 | Camerun                                                                | 2 – 3 dts                                                              | Inghilterra                                                            | Mondiali 1990 - Quarti di finale                                       | -                                                                      | 120’ 46’                                                               |
| 6-2-1991                                                               | Londra                                                                 | Inghilterra                                                            | 2 – 0                                                                  | Camerun                                                                | Amichevole                                                             | -                                                                      |                                                                        |
| 7-7-1992                                                               | Durban                                                                 | Sudafrica                                                              | 1 – 0                                                                  | Camerun                                                                | Amichevole                                                             | -                                                                      |                                                                        |
| 9-7-1992                                                               | Città del Capo                                                         | Sudafrica                                                              | 2 – 1                                                                  | Camerun                                                                | Amichevole                                                             | -                                                                      |                                                                        |
| 12-7-1992                                                              | Johannesburg                                                           | Sudafrica                                                              | 2 – 2                                                                  | Camerun                                                                | Amichevole                                                             | -                                                                      |                                                                        |
| 18-7-1992                                                              | Douala                                                                 | Camerun                                                                | 1 – 0                                                                  | Egitto                                                                 | Amichevole                                                             | -                                                                      |                                                                        |
| 22-7-1992                                                              | Yaoundé                                                                | Camerun                                                                | 0 – 1                                                                  | Egitto                                                                 | Amichevole                                                             | -                                                                      |                                                                        |
| 3-5-1994                                                               | Changwon                                                               | Corea del Sud                                                          | 2 – 1                                                                  | Camerun                                                                | Amichevole                                                             | -                                                                      |                                                                        |
| 9-5-1994                                                               | Il Pireo                                                               | Grecia                                                                 | 3 – 0                                                                  | Camerun                                                                | Amichevole                                                             | -                                                                      |                                                                        |
| 24-6-1994                                                              | Stanford                                                               | Brasile                                                                | 3 – 0                                                                  | Camerun                                                                | Mondiali 1994 - 1º turno                                               | -                                                                      | 64’                                                                    |
| 28-6-1994                                                              | Stanford                                                               | Russia                                                                 | 6 – 1                                                                  | Camerun                                                                | Mondiali 1994 - 1º turno                                               | 1                                                                      | 45’                                                                    |
| 3-12-1994                                                              | Johannesburg                                                           | Sudafrica                                                              | 1 – 1                                                                  | Camerun                                                                | Simba Cup                                                              | -                                                                      |                                                                        |
| Totale                                                                 |                                                                        | Presenze                                                               | 72                                                                     |                                                                        | Reti                                                                   | 41                                                                     |                                                                        |

| Cronologia completa delle presenze e delle reti in nazionale ― Camerun Olimpica | Cronologia completa delle presenze e delle reti in nazionale ― Camerun Olimpica | Cronologia completa delle presenze e delle reti in nazionale ― Camerun Olimpica | Cronologia completa delle presenze e delle reti in nazionale ― Camerun Olimpica | Cronologia completa delle presenze e delle reti in nazionale ― Camerun Olimpica | Cronologia completa delle presenze e delle reti in nazionale ― Camerun Olimpica | Cronologia completa delle presenze e delle reti in nazionale ― Camerun Olimpica | Cronologia completa delle presenze e delle reti in nazionale ― Camerun Olimpica |
| Data                                                                            | Città                                                                           | In casa                                                                         | Risultato                                                                       | Ospiti                                                                          | Competizione                                                                    | Reti                                                                            | Note                                                                            |
| ------------------------------------------------------------------------------- | ------------------------------------------------------------------------------- | ------------------------------------------------------------------------------- | ------------------------------------------------------------------------------- | ------------------------------------------------------------------------------- | ------------------------------------------------------------------------------- | ------------------------------------------------------------------------------- | ------------------------------------------------------------------------------- |
| 30-7-1984                                                                       | Annapolis                                                                       | Jugoslavia olimpica                                                             | 2 – 1                                                                           | Camerun olimpica                                                                | Olimpiadi 1984 - 1º turno                                                       | 1                                                                               |                                                                                 |
| 1-8-1984                                                                        | Boston                                                                          | Camerun olimpica                                                                | 1 – 0                                                                           | Iraq olimpica                                                                   | Olimpiadi 1984 - 1º turno                                                       | -                                                                               |                                                                                 |
| 3-8-1984                                                                        | Boston                                                                          | Camerun olimpica                                                                | 1 – 3                                                                           | Canada olimpica                                                                 | Olimpiadi 1984 - 1º turno                                                       | -                                                                               |                                                                                 |
| 27-6-1987                                                                       | Lilongwe                                                                        | Malawi olimpica                                                                 | 1 – 4                                                                           | Camerun olimpica                                                                | Qual. Olimpiadi 1988                                                            | -                                                                               |                                                                                 |
| 15-11-1987                                                                      | Lilongwe                                                                        | Camerun olimpica                                                                | 2 – 2                                                                           | Ghana olimpica                                                                  | Qual. Olimpiadi 1988                                                            | 1                                                                               |                                                                                 |
| Totale                                                                          |                                                                                 | Presenze                                                                        | 5                                                                               |                                                                                 | Reti                                                                            | 2                                                                               |                                                                                 |

## Palmarès

### Club

#### Competizioni nazionali
- Coppa del Camerun: 1

Tonnerre Yaoundé: 1974
- Coppa di Francia: 2

Monaco: 1979-1980
Bastia: 1980-1981
- Campionato francese di seconda divisione: 1

Montpellier: 1986-1987
- Campionato di calcio della Riunione: 1

JS Saint-Pierroise: 1989-1990

#### Competizioni internazionali
- Coppa delle Coppe d'Africa: 1

Tonnerre Yaoundé: 1975

### Nazionale
- Coppa d'Africa: 2

Costa d'Avorio 1984, Marocco 1988

### Individuale
- Calciatore africano dell'anno: 2

1976, 1990
- Capocannoniere della Coppa d'Africa: 2

1986, 1988
- Formazione ideale del campionato del mondo: 1[15]

Italia 1990